# I-152 (tàu ngầm Nhật Bản)
I-52 (伊号第五十二潜水艦 I-go dai-go-jyuni sensuikan), sau đổi thành I-152 (伊号第百五十二潜水艦 I-go dai-hyaku-go-jyuni sensuikan), là chiếc nguyên mẫu thứ hai của tàu ngầm lớp Kaidai được Hải quân Đế quốc Nhật Bản chế tạo sau cuộc Chiến tranh thế giới thứ nhất. Nhập biên chế năm 1925, nó trở thành một tàu huấn luyện vào năm 1935 và xuất biên chế vào năm 1942 sau những tháng đầu tiên của chiến tranh tại Thái Bình Dương. Nó sau đó phục vụ như một tàu huấn luyện cố định Haikan No. 14 rồi bị tháo dỡ sau chiến tranh.

## Thiết kế và chế tạo

### Bối cảnh
Sau Chiến tranh Thế giới thứ nhất, Bộ tham mưu Hải quân Đế quốc Nhật Bản bắt đầu cân nhắc chiến tranh tàu ngầm như một thành phần chiến lược của hạm đội. Trước chiến tranh, Hải quân Đế quốc Nhật Bản xem tàu ngầm chỉ hữu ích cho việc phòng thủ duyên hải tầm ngắn. Tuy nhiên dựa trên thành công của Hải quân Đế quốc Đức khi bố trí tàu ngầm tuần dương tầm xa để đánh phá tàu buôn trong Thế Chiến I, các nhà chiến lược Nhật Bản nhận ra khả năng sử dụng tàu ngầm để trinh sát tầm xa, cũng như trong cuộc chiến tranh tiêu hao chống lại một hạm đội đối phương tiếp cận Nhật Bản. Cho dù một tàu ngầm lớn có tầm hoạt động xa đã được chấp thuận trong tài khóa 1918 trong Chương trình Hạm đội 8-6 dưới tên gọi Đề án S22 (sau này là chiếc I-51), một chiếc nguyên mẫu thứ hai với thiết kế khác biệt (sẽ là I-52) được chấp thuận trong tài khóa 1919.

### Thiết kế
Nguyên mẫu Kaidai đầu tiên, Đề án S22, dựa trên thiết kế mới nhất của Hải quân Hoàng gia Anh là tàu ngầm Anh lớp K, và nó trở thành chiếc I-51 (Kaidai Kiểu I). Nguyên mẫu Kaidai thứ hai (Kaidai Kiểu II) được dựa trên lớp U-139 của Hải quân Đế quốc Đức, và được đặt tên Đề án S25.
Với động cơ diesel Sulzer được cải tiến, I-52 có cấu trúc vỏ đơn và trang bị hai động cơ (thay vì vỏ kép và 4 động cơ trên I-51). Hệ thống động lực mạnh hơn và hình dạng suôn thẳng hơn giúp nó đạt tốc độ di chuyển trên mặt nước cao hơn I-51, thậm chí cao hơn chiếc U-135 của Đức, nhưng với tầm xa hoạt động kém hơn. I-52 có tốc độ thiết kế trên mặt nước 22 hải lý trên giờ (41 km/h; 25 mph) và 10 hải lý trên giờ (19 km/h; 12 mph) khi đi ngầm, nhưng khi hoàn tất nó chỉ đạt tối đa 19,5 hải lý trên giờ (36,1 km/h; 22,4 mph) khi chạy thử máy trên mặt biển. Tầm xa hoạt động không cần tiếp nhiên liệu là 10.000 hải lý (19.000 km; 12.000 mi), chỉ đạt một nữa so với I-51.
Hải quân Nhật không xem I-52 là một thiết kế không hoàn toàn thành công, cho dù họ đạt được nhiều tiến bộ kỹ thuật trong thiết kế và chế tạo, cũng như những đặc tính vượt trội so với I-51. Sau khi họ nhận được bảy tàu U-boat của Hải quân Đế quốc Đức như là chiến lợi phẩm sau khi Thế Chiến I kết thúc, Hải quân Nhật bắt đầu xem xét lại các khái niệm thiết kế tàu ngầm của họ. Vì vậy I-52 trở thành chiếc Kaidai II duy nhất được chế tạo, và kế hoạch chế tạo thêm nhiều chiếc Kaidai II khác bị hủy bỏ trước khi ký hợp đồng với các xưởng tàu.

### Chế tạo
Đề án S25 được đặt lườn như là chiếc Tàu ngầm số 51 (第五十一号潜水艦  Dai-go-jyu-ichi-go sensuikan) tại Xưởng vũ khí Hải quân Kure ở Kure có thể vào ngày 14 tháng 2, hoặc 2 tháng 4, 1922, theo những nguồn khác nhau, và được hạ thủy vào ngày 12 tháng 6, 1923. Nó được đổi tên thành I-52 (伊号第五十二潜水艦 I-go dai-go-jyuni sensuikan) vào ngày 1 tháng 11, 1924, rồi hoàn tất và nhập biên chế vào ngày 20 tháng 5, 1925.

## Lịch sử hoạt động

### 1925 - 1940
Sau khi nhập biên chế, I-52 được phân về Quân khu Hải quân Kure. Vào ngày 1 tháng 12, 1925, nó được phân về Đội tàu ngầm 17, phối thuộc cùng Hải đội Tàu ngầm 2 trực thuộc Hạm đội 2, nằm trong thành phần Hạm đội Liên hợp. Con tàu đang ở trong vịnh Hiroshima vào ngày 25 tháng 10, 1926, khi nó bị tàu phà chở xe lửa Fukuoka Maru thuộc công ty Đường sắt vịnh Hakata đâm trúng bên mạn trái, và bị hư hại. Sau đó từ tháng 8 đến tháng 10, 1927, nó tham gia cuộc Tập trận Hải quân Lớn.
Đội tàu ngầm 17 được điều về Quân khu Hải quân Kure vào ngày 10 tháng 12, 1928,  và trong khi ở tại đây, đội có hai đợt tham gia cùng Hải đội Phòng thủ Kure từ ngày 30 tháng 11, 1929 đến ngày 1 tháng 12, 1930 và từ ngày 1 tháng 10, 1932 đến ngày 1 tháng 1, 1933. Hoạt động không thành công trong đội hình hạm đội do gặp trục trặc động cơ diesel, I-52 không bao giờ được phái đi phục vụ cùng hạm đội sau năm 1928. Thay vào đó nó được giữ lại trong thành phần Đội tàu ngầm 17 tại Xưởng vũ khí Hải quân Kure để huấn luyện thủy thủ đoàn. Sau khi Đội tàu ngầm 17 bị giải thể vào ngày 1 tháng 11, 1935, I-52 được phối thuộc trực tiếp cùng Quân khu Hải quân Kure, và tiếp tục vai trò huấn luyện.
Các nguồn thông tn khác nhau nên không thể xác định rõ hoạt động của I-52 vào nữa sau thập niên 1930 cho đến đầu thập niên 1940. Nó có thể là một tàu huấn luyện cố định tại Trường Kỹ thuật Hải quân Maizuru từ giữa năm 1938, hoặc chỉ được điều đến đây vào ngày 15 tháng 12, 1938. Nó cũng có thể được phái đến Quân khu Hải quân Maizuru để làm nhiệm vụ này, nhưng không rõ vào ngày 15 tháng 12, 1938 hay vào ngày 1 tháng 2, 1939. Con tàu được điều động trở lại Quân khu Hải quân Kure có thế vào ngày 31 tháng 7, 1941 hoặc vào ngày 8 tháng 12, 1941.

### 1941 - 1945
Vào đúng ngày Hải quân Nhật Bản bất ngờ không kích Trân Châu Cảng mở đầu cuộc chiến tranh tại Thái Bình Dương, 7 tháng 12, 1941, I-52 được điều về Lực lượng Bảo vệ Kure trực thuộc Quân khu Hải quân Kure. Nó đảm nhiệm vai trò tàu huấn luyện trong biển nội địa Seto, đặt căn cứ tại Kure. Sau ngày 10 tháng 4, 1942, nó tham gia thử nghiệm các phương thức thải bỏ chất thải tàu ngầm khác nhau. Con tàu được đổi tên thành I-152 (伊号第百五十二潜水艦 I-go dai-hyaku-go-jyuni sensuikan) vào ngày 20 tháng 5, 1942.
I-152 được đưa về Hạm đội dự bị vào ngày 14 tháng 7, 1942, và rút tên khỏi danh sách Đăng bạ Hải quân vào ngày 1 tháng 8, 1942. Con tàu được đổi tên thành Haikan số 14 ("Thân tàu số 14"), và trở thành một tàu huấn luyện cố định cho Trường Tàu ngầm tại Kure. Sau đó nó được điều đến chi nhánh Hirao của Trường Tàu ngầm Ōtake tại tỉnh Yamaguchi.  Khi xung đột chấm dứ vào ngày 15 tháng 8, 1945, nó đang ở lại Hirao. Haikan số 14 bị tháo dỡ tại Xưởng vũ khí Hải quân Kure trong giai đoạn từ năm 1946 đến năm 1948.